# Demétrius (basquetebolista)
Demétrius Conrado Ferracciú (São Paulo, 17 de julho de 1973) é um ex-jogador e, atualmente técnico de basquetebol brasileiro.
Demétrius é filho do também ex-jogador Edson Ferracciú Sobrinho, e jogava na posição de ala-armador. Começou a carreira na Associação Luso Brasileira de Bauru, ainda nas categorias de base. Depois foi para o Corinthians, onde deu prosseguimento à sua formação, antes de ser contratado pelo Franca para compor também a equipe principal. Como adulto, além do Franca Basquete (SP), atuou pelo Vasco da Gama (RJ), Fluminense (RJ), Minas Tênis Clube (MG), Corinthians/Mogi (SP) e Telemar (RJ).
Encerrou a carreira em 2006, quando assumiu a função de auxiliar técnico de Luis Augusto Zanon, no time da Winner/Limeira. Com a saída de Zanon do time, assumiu a função de treinador. Também passou pelo Minas Tênis Clube e pelo Bauru, antes de assumir o Corinthians, seu clube atual. Também foi auxiliar de Rubén Magnano na Seleção Brasileira de Basquete.

## Títulos e honrarias

### Como Jogador
Franca
- Campeão do Campeonato Paulista: 2 vezes (1992 e 1997)
- Campeão do Campeonato Brasileiro: 3 vezes (1993, 1997 e 1998)
- Campeão do Campeonato Sul-Americano de Clubes: 2 vezes (1993 e 1998)

Vasco da Gama
- Campeão do Campeonato Carioca: 1 vez (2000)
- Campeão do Campeonato Brasileiro: 2 vezes (2000 e 2001)
- Campeão do Campeonato Sul-Americano de Clubes: 1 vez (1999)
- Campeão da Liga Sul-Americana: 2 vezes (1999 e 2000)
- Vice-campeão do McDonald's Championship: 1 vez (1999)

Telemar/Rio de Janeiro
- Campeão do Campeonato Carioca: 1 vez (2004)
- Campeão do Campeonato Brasileiro: 1 vez (2005)

Seleção Brasileira
- Campeão do Campeonato Sul-Americano: 3 vezes (1993, 1999 e 2003)
- Vice-campeão do Campeonato Sul-Americano: 1 vez (2001)
- Campeão dos Jogos Pan-Americanos: 2 vezes (1999 e 2003)
- Terceiro lugar nos Jogos Pan-Americanos: 1 vez (1995)

### Como Treinador
Limeira
- Campeão do Campeonato Paulista: 1 vez (2010)

Bauru
- Campeão do Campeonato Brasileiro: 1 vez (2016-17)